# Мостовий (Зоринський район)
Мостови́й (рос. Мостовой) — селище у складі Зоринського району Алтайського краю, Росія. Входить до складу Зиряновської сільської ради.

## Населення
Населення — 197 осіб (2010; 230 у 2002).
Національний склад (станом на 2002 рік):
- росіяни — 99 %